# 加倍空間
數學上，一個帶有度量d的度量空間X稱為加倍空間，若存在常數M > 0，使得對X中任何點x和任何r > 0，中心為x，半徑為r的球B(x, r) = {y:|d(x, y) < r}，可以用不多於M個半徑為r / 2 的球覆蓋。歐氏空間ℝd賦以通常的歐氏度量是加倍空間，其加倍常數M取決於維數d。

## Assouad嵌入定理
度量幾何中一個重要問題，是描述哪些度量空間可以用雙利普希茨映射嵌入到歐氏空間中。如此的度量空間本質上可視為歐氏空間的子集。並非所有度量空間都能嵌入到歐氏空間。加倍空間較可能嵌入得到，因為這些空間的加倍條件大概表示空間不是無限維。但是加倍空間並不都能嵌入到
歐氏空間中。帶有Carnot度量的海森伯群是加倍空間，但不能嵌入到任何歐氏空間中。.
Assouad定理說，對一個M-加倍度量空間X，及任何0 < ε < 1，若賦予X度量d(x, y)ε ，則有一個L-雙利普希茨映射f:X → ℝd，其中d和L依賴於 M和ε。

## 加倍測度

### 定義
度量空間X上的一個測度稱為加倍測度，如果任一個球的測度，和兩倍大的球的測度差不多。確切來說，如果存在常數C > 0，使得對X中任何x和任何r > 0，有
{\displaystyle \mu (B(x,2r))\leq C\mu (B(x,r))\,}
此時稱μ是C-加倍的。
一個存在加倍測度的度量空間，必定是一個加倍空間，其加倍常數依賴於常數C。
相反地，任何完備加倍度量空間都有加倍測度。

### 例子
一個簡單例子是歐氏空間上的勒貝格測度。不過歐氏空間上也有相對於勒貝格測度是奇異的加倍測度。在實數線上的一個例子，是以下測度列的弱極限：
{\displaystyle d\mu _{n}=\prod _{i=1}^{n}(1+a\cos(3^{i}2\pi x))\,dx,\;\;\;|a|<1.}
另外，區間[0, 1]上可以構造一個加倍奇異測度如下：對每個k ≥ 0，劃分單位區間[0,1]為3k個長度3−k的區間。設Δ為對每個k得到的所有這些區間的集合。對其中每個區間I，將I中間三分之一的區間記為m(I)。選定0 < δ < 1，設μ為測度，使得μ([0, 1]) = 1，並對Δ中的每個區間I，有μ(m(I)) = δμ(I)。這個在[0, 1]上的測度μ，相對於勒貝格測度是奇異的。

## 應用
加倍測度的定義看似隨意，或似乎純粹與幾何有關。不過古典調和分析中的很多結果，都可以推廣到有加倍測度的度量空間中。